# 大岗泡
大岗泡是一个位于中国吉林省大安县的湖泊，面积约为7.9平方千米，平均水深约为1.5米。